# Bahnstrecke North Concord–Steven’s
| Streckenlänge: | 18½ km               |                                 |                                 |
| Spurweite: | 1435 mm (Normalspur) |                                 |                                 |
| |                      |                                 |                                 |
| \| \| \| von Lunenburg \| \| \| \| 0 \| North Concord VT (früher Essex) \| North Concord VT (früher Essex) \| \| \| \| nach Maquam \| \| \| \| \| Harvey’s VT \| \| \| \| \| Odell’s Spur \| \| \| \| \| Victory Hill VT \| \| \| \| \| Moose River \| \| \| \| \| Morrill’s VT \| \| \| \| \| Damen Crossing VT \| \| \| \| \| Weed’s VT \| \| \| \| \| Dodge’s VT \| \| \| \| \| Gallup’s VT \| \| \| \| 18½ \| Steven’s VT \| Steven’s VT \| \| \| \| Moose River Railroad (Waldbahn) \| \| |                      |                                 |                                 |
| Strecke |                      | von Lunenburg                   | von Lunenburg                   |
| Dienststation / Betriebs- oder Güterbahnhof | 0                    | North Concord VT (früher Essex) | North Concord VT (früher Essex) |
| Abzweig ehemals geradeaus und nach links |                      | nach Maquam                     | nach Maquam                     |
| Haltepunkt / Haltestelle (Strecke außer Betrieb) |                      | Harvey’s VT                     | Harvey’s VT                     |
| Dienststation / Betriebs- oder Güterbahnhof (Strecke außer Betrieb) |                      | Odell’s Spur                    | Odell’s Spur                    |
| Bahnhof (Strecke außer Betrieb) |                      | Victory Hill VT                 | Victory Hill VT                 |
| Brücke über Wasserlauf (Strecke außer Betrieb) |                      | Moose River                     | Moose River                     |
| Haltepunkt / Haltestelle (Strecke außer Betrieb) |                      | Morrill’s VT                    | Morrill’s VT                    |
| Haltepunkt / Haltestelle (Strecke außer Betrieb) |                      | Damen Crossing VT               | Damen Crossing VT               |
| Haltepunkt / Haltestelle (Strecke außer Betrieb) |                      | Weed’s VT                       | Weed’s VT                       |
| Haltepunkt / Haltestelle (Strecke außer Betrieb) |                      | Dodge’s VT                      | Dodge’s VT                      |
| Bahnhof (Strecke außer Betrieb) |                      | Gallup’s VT                     | Gallup’s VT                     |
| Bahnhof (Strecke außer Betrieb) | 18½                  | Steven’s VT                     | Steven’s VT                     |
| Strecke (außer Betrieb) |                      | Moose River Railroad (Waldbahn) | Moose River Railroad (Waldbahn) |

Die Bahnstrecke North Concord–Steven’s ist eine stillgelegte Eisenbahnstrecke in Vermont (Vereinigte Staaten). Sie ist rund 18 Kilometer lang und verband die Dörfer Gallup Mills und Victory sowie Sägewerke im Tal des Moose River mit der Bahnstrecke Lunenburg–Maquam.

## Geschichte
Nachdem die Hauptstrecke der St. Johnsbury and Lake Champlain Railroad fertiggestellt war, beschloss die Bahngesellschaft, diese mit der Hauptstrecke der Grand Trunk Railway bei Island Pond zu verbinden. Die neue Strecke sollte in North Concord abzweigen und durch nahezu unbesiedeltes Waldland nordwärts bis nach Island Pond führen und darüber hinaus weiter bis Canaan und Beecher Falls, wo Anschluss an die Bahnstrecke Quebec Junction–Lime Ridge nach Kanada bestanden hätte. 1882 begannen die Bauarbeiten und im Januar 1885 war die Strecke bis Steven’s nördlich des Dorfes Victory befahrbar, wo sich ein Sägewerk befand. Die geplante Strecke wurde von hier jedoch nicht weitergebaut. Lediglich die vom Sägewerksbetreiber gebaute Waldbahn, die Moose River Railroad, führte von hier ab 1889 weiter nordwärts in die umliegenden Wälder.
Personenverkehr wurde anfangs bis Steven’s angeboten, vornehmlich für die Waldarbeiter und die Bewohner von Victory, Gallup Mills und Granby. Nachdem die Wälder erschöpft waren, wurde am 14. Februar 1902 die Waldbahn außer Betrieb genommen. Der reguläre Personenverkehr war bereits einige Jahre zuvor eingestellt worden. Noch bis 1906 wurden die Anlagen der Waldbahn gelegentlich genutzt, bevor sie abgetragen wurde. 1909 wurde die Strecke zwischen Victory und Steven’s stillgelegt, bis 1918 auch der Rest der Strecke. Noch bis in die 1930er Jahre wurde ein Anschluss in North Concord bedient.

## Streckenbeschreibung
Die Trasse zweigt in North Concord aus der Hauptstrecke ab und führt nordwärts entlang des Moose River. Kurz nach der Station Victory (Victory Hill) überquert die Trasse den Fluss, die Brücke ist noch heute vorhanden. Zwischen Damen Crossing und Gallup verläuft die Strecke nicht am Fluss entlang, sondern durch Sumpfland westlich des eigentlichen Flusses. Die einzige Siedlung an der Strecke befand sich in Gallup Mills kurz vor dem Streckenende.